# 非周期彗星の一覧
非周期彗星の一覧（ひしゅうきすいせいのいちらん）では、非周期彗星および周期200年以上の長周期彗星のうち著名なものの・特筆すべきものの一覧である。
非周期彗星は、軌道離心率が1以上、つまり、放物線軌道か双曲線軌道の非周期軌道を取る。近傍恒星による摂動や非重力効果を無視すれば、それらは太陽系内部に1度だけ回帰し、二度と現れることはない。一方、周期が非常に長い長周期彗星は、遠い未来に再帰する。しかし実際には摂動や非重力効果により、二度と回帰しないかはるか未来に再帰するかは確実なことは言えず、これらを区別する意味は乏しい。
非周期彗星および長い長周期彗星の公式な符号は「C/」で始まる（ただし再帰した彗星は短周期長周期問わず「数字+P」となる）。見失われたか消滅した彗星の符号は「D/」で始まる。後者の一例としてはレクセル彗星（D/1770 L1)がある。この彗星は木星の重力によって太陽系から追い出されたことで知られている。

## 一覧
符号は新符号・旧確定符号（ない場合もある）・旧仮符号（ない場合もある）の順。
| 名称                                  | 符号                      | 発見者                                      | 発見日                                    | 特記事項 |
| ------------------------------------- | ------------------------- | ------------------------------------------- | ----------------------------------------- | --- |
| カエサル彗星                          | C/-43 K1                  |                                             | 前44年5月18日                             | ユリウス・カエサル暗殺（紀元前43年3月15日）の2ヵ月後に出現し、ローマでは彼の死と関連付けられた。                                        |
| 1106年の大彗星                        | X/1106 C1                 |                                             | 1106年2月2日                              | クロイツ群。 軌道が不明なためX/で始まる。                                                                                               |
| 1577年の大彗星 （弾正星）             | C/1577 V1 1577 I          |                                             | 1577年11月1日                             | 絶対等級−1.8等。絶対等級がマイナスの4彗星の1つ。 日本では松永弾正自決11日前の11月8日（旧暦9月28日）から出現し、弾正星と呼ばれた。       |
|                                       | C/1652 Y1 1652            | リーベック                                  | 1652年12月17日                            | 南アフリカ ケープタウンで発見。 |
| 池谷・張彗星 （ヘヴェリウス彗星）     | 153P 1661                 | ヘヴェリウス 池谷薫 張大慶                  | 1661年2月3日 2002年2月1日                 | 複数回回帰し周期彗星番号がついた唯一の長周期彗星。 再帰時の再発見者池谷と張の名で呼ばれる。                                             |
| キルヒ彗星 （1680年の大彗星）         | C/1680 V1                 | キルヒ                                      | 1680年11月14日                            | サングレーザー。 最初に望遠鏡で発見された彗星。                                                                                         |
|                                       | C/1686 R1                 | ステル                                      | 1686年8月12日                             | 南アフリカ ケープタウンで発見。 |
|                                       | C/1689 X1                 | ステル                                      | 1689年11月24日                            | 南アフリカ ケープタウンで発見。 |
| 1729年の大彗星 （サラバ彗星）         | C/1729 P1 1729            | サラバ                                      | 1729年8月1日                              | 絶対等級−3.0等。 絶対等級がマイナスの4彗星の1つ。                                                                                       |
| クリンケンベルグ彗星                  | C/1743 X1 1744            | クリンケンベルグ ド・シェゾー（軌道計算者） | 1743年12月9日 1743年12月13日              | 木星よりも明るくなり、1744年3月には少なくとも6本の尾が見えた。                                                                          |
| ド・シェゾー彗星                      | C/1746 P1 1747            | ド・シェゾー                                | 1746年8月13日                             | 絶対等級−0.5等、絶対等級がマイナスの4彗星の1つ。                                                                                        |
| 1760年の大彗星 （パリジャン彗星）     | C/1760 A1 1759 III        |                                             | 1760年1月7日                              | 1758年に木星まで0. 054AUまで接近した。                                                                                                  |
| レクセル彗星                          | D/1770 L1                 | メシエ                                      | 1770年6月14日                             | 1770年に地球まで0.015天文単位まで接近した。 最初に軌道を観測したレクセルの名前が付けられている。                                        |
| 1771年の大彗星                        | C/1771 A1 1770 II         |                                             | 1771年1月9日                              | |
| 1783年の大彗星                        | C/1783 X1 1784            | ド・ラ・ニュクス                            | 1783年12月15日                            | |
| 1807年の大彗星                        | C/1807 R1 1807            | ジョバンニ                                  | 1807年9月9日                              | |
| 1811年の大彗星 （フロジェルグ大彗星） | C/1811 F1 1811 I          | フロジェルグ                                | 1811年3月25日                             | |
| 1819年の大彗星 （トラレス彗星）       | C/1819 N1 1819 II         | トラレス                                    | 1819年7月1日                              | |
| 1823年の大彗星                        | C/1823 Y1 1823            |                                             | 1823年12月24日                            | |
| ポン彗星                              | C/1825 N1 1825 IV         | ポン                                        | 1825年7月18日                             | |
| 1830年の大彗星                        | C/1830 F1 1830 I          | ファラゲー ファローズ                       | 1830年3月16日 1830年3月20日               | ファラゲーはモーリシャス、ファローズは南アフリカ ケープタウンで発見。                                                                   |
| 1831年の大彗星                        | C/1831 A1 1830 II         | ヘラパス                                    | 1831年1月7日                              | 1 |
| 1843年3月の大彗星 （3月の大彗星）     | C/1843 D1 1843 I          | 多数                                        | 1843年2月5日                              | クロイツ群。 北半球では3月に見えたためこう呼ばれる。                                                                                    |
| 1844年の大彗星                        | C/1844 Y1 1844 III        |                                             | 1844年12月17日                            | |
| 1845年6月の大彗星                     | C/1845 L1 1845 III        |                                             | 1845年6月2日                              | |
| ハインド彗星                          | C/1847 C1 1847 I          | ハインド                                    | 1847年2月6日                              | |
| ミッチェル彗星                        | C/1847 T1 1847 VI         | ミッチェル                                  | 1847年10月1日                             | |
| クリンカーフューズ彗星                | C/1853 L1 1853 III        | クリンカーフューズ                          | 1853年6月11日                             | |
| 1854年の大彗星                        | C/1854 F1 1854 II         |                                             | 1854年3月23日                             | |
| ドナティ彗星                          | C/1858 L1 1858 VI         | ドナティ                                    | 1858年6月2日                              | |
| 1860年の大彗星                        | C/1860 M1 1860 III        |                                             | 1860年6月18日                             | |
| サッチャー彗星                        | C/1861 G1 1861 I          | A・E・サッチャー                            | 1861年4月5日                              | |
| テバット彗星 （1861年の大彗星）       | C/1861 J1 1861 II         | テバット                                    | 1861年5月13日                             | C/1500 H1と同一の可能性あり。 実視等級–3〜–4等。最も明るかった彗星の1つ。                                                               |
| 1865年の南天の大彗星                  | C/1865 B1 1865 I          |                                             | 1865年1月17日                             | |
| コッジャ彗星                          | C/1874 H1 1874 III        | コッジャ                                    | 1874年4月17日                             | |
| 1880年の南天の大彗星                  | C/1880 C1 1880 I          | 複数                                        | 1880年2月1日                              | |
| 1881年の大彗星                        | C/1881 K1 1881 III 1881b  | テバット                                    | 1881年5月22日                             | |
| ウェルズ彗星                          | C/1882 F1 1882 I 1882a    | ウェルズ                                    | 1882年3月18日                             | |
| 1882年9月の大彗星                     | C/1882 R1 1882 II 1882b   |                                             | 1882年9月1日                              | クロイツ群。太陽に接近した際の推定実視等級−17等。 C/1882 R1、C/1945 X1 （ドゥ・トイト）とC/1965 S1はX/1106 C1の破片かもしれない。       |
| 1887年の南天の大彗星                  | C/1887 B1 1887 I 1887a    | トーミ                                      | 1887年1月18日                             | |
| 1901年の大彗星                        | C/1901 G1 1901 I 1901a    |                                             | 1901年4月23日                             | |
| C/1910 A1                             | C/1910 A1 1910 I 1910 a   | 多数                                        | 1910年1月12日                             | 同日朝に多くの人が観測しており、最初に見た天文学者はイネスである。 1910年に回帰したハレー彗星とは別の彗星。                             |
| ブルックス彗星                        | C/1911 O1 1911 V 1911c    | ブルックス                                  | 1911年7月21日                             | |
| ベリャヴスキー彗星                    | C/1911 S3 1911 IV 1911g   | ベリャヴスキー                              | 1911年9月29日                             | |
| シェレルプ・マリスタニ彗星            | C/1927 X1 1927 IX 1927k   | シェレルプ マリスタニ                       | 1927年11月28日 1927年12月6日              | |
| デコック・パラスケヴォポロス彗星      | C/1941 B2 1941 IV 1941c   | デコック パラスケヴォポロス                 | 1941年1月15日 1941年1月23日               | |
| 南天の大彗星                          | C/1947 X1 1947 XII 1947n  |                                             | 1947年12月7日                             | |
| 日食彗星                              | C/1948 V1 1948 XI 1948l   |                                             | 1948年11月1日                             | 最初に発見されたのはナイロビでの日食中（光度約 –2等）。                                                                                 |
| アラン・ローラン彗星                  | C/1956 R1 1957 III 1956h  | アラン ローラン                             | 1956年11月8日                             | |
| ムルコス彗星                          | C/1957 P1 1957 V 1957d    | ムルコス                                    | 1957年7月29日                             | |
| ウィルソン・ハバード彗星              | C/1961 O1 1961 V 1961d    | ウィルソン ハバード                         | 1961年7月23日                             | |
| ヒューメイソン彗星                    | C/1961 R1 1962 VIII 1961e | ヒューメイソン                              | 1961年9月1日                              | |
| 関・ラインズ彗星                      | C/1962 C1 1962 III 1962c  | 関勉 ラインズ                               | 1962年2月4日                              | |
| 池谷・関彗星                          | C/1965 S1 1965 VIII 1965f | 池谷薫 関勉                                 | 1965年9月18日                             | クロイツ群。 |
| ベネット彗星                          | C/1969 Y1 1970 II 1969i   | ベネット                                    | 1969年12月28日                            | |
| ホワイト・オルティス・ボレリ彗星      | C/1970 K1 1970 VI 1970f   | ホワイト オルティス ボレリ                  | 1970年5月18日 1970年5月21日 1970年5月22日 | 最も明るかったクロイツ群の彗星。 |
| コホーテク彗星                        | C/1973 E1 1973 XII 1973f  | コホーテク                                  | 1973年3月7日                              | |
| ウェスト彗星                          | C/1975 V1 1976 VI 1975n   | ウェスト                                    | 1975年8月10日                             | |
| ボーエル彗星                          | C/1980 E1                 | エドワード・ボーエル                        | 1980年2月11日                             | 太陽系の天体の中では最大の1.0575の離心率を持つ。                                                                                        |
| シューメーカー彗星                    | C/1984 U1                 | E. シューメーカー C. シューメーカー         | 1984年                                    | 最も軌道傾斜角の値が大きく、最も軌道の傾きが小さい彗星。                                                                                |
| スコリチェンコ・ジョージ彗星          | C/1989 Y1 1990 VI 1989e1  | スコリチェンコ ジョージ                     | 1989年12月17日                            | |
| シューメーカー・レヴィ第9彗星         | D/1993 F2 1994 X 1993e    | E. シューメーカー C. シューメーカー レヴィ  | 1993年3月24日                             | 1994年7月に木星に衝突。 |
| ヘール・ボップ彗星                    | C/1995 O1                 | ヘール ボップ                               | 1995年7月23日                             | 絶対等級−2.7等。絶対等級がマイナスの4彗星の1つ。                                                                                        |
| 百武彗星                              | C/1996 B2                 | 百武裕司                                    | 1996年1月30日                             | |
| 朱・ベーラム彗星                      | C/1997 L1                 | 朱進 ベーラム                               | 1997年7月3日 1997年7月8日                 | |
| マックホルツ彗星                      | C/2004 Q2                 | マックホルツ                                | 2004年8月27日                             | |
| ポイマンスキー彗星                    | C/2006 A1                 | ポイマンスキー                              | 2006年1月2日                              | |
| マックノート彗星                      | C/2006 P1                 | マックノート                                | 2006年8月7日                              | |
| SOHO彗星                              | C/2007 M5                 | SOHO                                        | 2007年6月25日                             | 最も小さい近日点距離を持つ(0.001AU)。                                                                                                   |
| 鹿林彗星 （ルーリン彗星）             | C/2007 N3                 | 葉泉志 林啓生                               | 2007年7月11日                             | |
| 陳・高彗星                            | C/2008 C1                 | 陳韜 高興                                   | 2008年2月8日                              | 極めて1に近い離心率の値を持つ |
| パンスターズ彗星                      | C/2011 L4                 | パンスターズ                                | 2011年6月6日                              | 2013年に大彗星になるという予測があったが、実際には肉眼でかすかに見える程度であった。                                                    |
| ラヴジョイ彗星                        | C/2011 W3                 | テリー・ラヴジョイ                          | 2011年11月27日                            | 太陽から13万kmまで接近し、生き延びたサングレーザーの初観測例。核が通常のクロイツ群の50倍以上大きい。                                    |
| アイソン彗星                          | C/2012 S1                 | Vitaly Nevsky Artem Novichonok              | 2012年9月21日                             | 太陽表面から約117万kmのところを通過するサングレーザー。2013年に大彗星となる予測があったが、太陽最接近時に核が崩壊、蒸発したとみられる。 |
| サイディング・スプリング彗星          | C/2013 A1                 | サイディング・スプリングサーベイ            | 2013年1月3日                              | 2014年10月19日に火星に衝突する可能性があった。                                                                                          |